# Cláudia de Campos
Cláudia de Campos (Sines, 28 de gener del 1859 - Lisboa, 30 de desembre del 1916) fou una poeta, assagista, intel·lectual i feminista portuguesa. Fou membre de la Junta de la Secció Feminista de la Lliga Portuguesa de la Pau i del Comité Portugués de la Lliga i Desarmament de les Dones.
Signava coma Colette i Carmen Silva.

## Biografia
Cláudia de Campos era filla de Maria Augusta da Palma i Francisco António de Campos. Nasqué a Sines el 28 de gener del 1859. El seu avi Jacinto da Palma era guàrdia sanitari del port de Sines. El 1875 es casà amb Joaquim de Ornelas e Matos. Després de 13 anys, el 1888, se separaren legalment. Tingueren dos fills.
Es relacionava amb l'alta societat lisboeta de l'època, i assistia a l'Acadèmia de les Ciències de Lisboa i als Salons Literaris del Casino. Es formà amb José Maria Eça de Queiroz, Antero de Quental, i Alexandre Herculano.(3)
Es va especialitzar en Estudis Anglesos en el Col·legi de Mrs Kutle. S'interessà pels estudis francesos, alemanys i anglesos, i parlava amb fluïdesa francés. A més a més d'escriptora, fou una intel·lectual innovadora, assagista sobre la situació de les dones.(3)
En Assaig sobre psicologia femenina, va analitzar a Charlotte Brontë, la comtessa de Lafayette, Madame de Staël i Josefina de Neuville, reina de Romania. També escrigué sobre Edward Thomas, Gibson i Masefield entre d'altres. Escrigué un manuscrit titulat Shelley, sobre el poeta romàntic Percey B. Shelley, amic de Lord Byron.(3)
Cláudia de Campos va morir el 30 de desembre del 1916, a la parròquia de Camões, Lisboa, als 56 anys.(3)

## Obra
- Rindo: contos, Lisboa, Of. Tip. da Empresa Lit. de Lisboa, 1892.
- Último amor, Lisboa, Gomes, 1894.
- Mulheres. Ensaios de psicologia feminina, Lisboa,Gomes 1895.

- Elle: com o retrato da autora, Lisboa, Livr. Edit. Tavares Cardoso, 1899.
- A baronesa Stael e o duque de Palmella, Lisboa,1901.
- Elle, Sines, Câmara Municipal de Sines, 1997.

### Col·laboració en publicacions periòdiques
- A Leitura (1894-1896)
- A Sociedade do Futuro (1902-1904)
- "Shelley" Jornal da Mulher
- "A esphinge (excerto)" Almanaque das Senhoras Portuguesas e Brasileiras para 1898, Lisboa, Tipografia de Sousa Filho, 1897, p. 275.
- India (número único), Lisboa, Tipografia da Companhia Nacional Editora, Largo do Conde Barão, 1898.
- "Nuvens" O Século, suplemento de Natal, Lisboa, 1898, pàgs. 3-5

### Traducció
- Portugal visto por um estrangeiro. Edgar Prestage, Future Society, núm. 14, 1 de desembre de 1902